# Duilio Agostini
Duilio Agostini (Mandello del Lario, 8 aprile 1926 – Mandello del Lario, 12 aprile 2008) è stato un pilota motociclistico italiano.

## Carriera
Nacque da una famiglia benestante proprietaria dell'albergo ristorante ''Al porto'', ora "Giardinetto", noto sulle sponde del Lago di Como per essere meta di importanti personaggi legati al motociclismo, come Omobono Tenni, Stanley Woods, Terzo Bandini, Primo Moretti e Ugo Prini.
Duilio lavorò in Moto Guzzi prima nel reparto di assistenza ai clienti e finalmente, nel 1947, come collaudatore ufficiale al fianco dell Ing. Giulio Cesare Carcano.
Partecipò alla sua prima corsa ad Asola, con un Condor 500 avuta in prestito, vincendola.
Da quel momento cominciarono le corse e le vittorie.
Nel 1953 sulla Moto Guzzi Dondolino si aggiudicò la Milano-Taranto come primo assoluto. In quell'anno vinse anche il Campionato Italiano di Seconda Categoria della 500. Nel 1954 diventò pilota ufficiale Guzzi sia nella classe 250 che nella classe 350 con la Bialbero, come si usava fare a quei tempi, vincendo il Campionato Italiano Seniores della 250.
Nel 1955 conobbe al Tourist Trophy un'australiana, Margaret, che diventò poi sua moglie e dal quale matrimonio nacquero le figlie Alis e Lindy.
Il suo anno migliore fu il 1955 quando vinse il Gran Premio di Francia e finì la stagione in settima posizione nel campionato del mondo 350cc.
Nel 1957 Duilio si ritira dalle corse dedicandosi alla sua officina e concessionaria Moto Guzzi di Mandello del Lario.
Negli anni settanta fonda una sua scuderia per gare endurance, utilizzando delle Guzzi V7 Sport. I progetti legati alle gare portano allo sviluppo di molti pezzi che saranno in seguito realizzati e commercializzati dalla concessionaria. Negli anni '70 con un gruppo di appassionati ricostituisce il Moto Club Guzzi che si chiamerà Moto Club Carlo Guzzi di cui sarà presidente per molti anni e organizza i primi Raduni Internazionali di Moto Guzzi a Mandello del Lario. I raduni hanno cadenza biennale e danno inizio alla tradizione poi proseguita negli anni. L'ultimo raduno organizzato da Duilio in collaborazione con il Moto Club ha luogo nel mese di settembre 1989. 
Nel 1993 si ritira dall'attività, lasciando la concessionaria totalmente in mano alla figlia Alis che già se ne occupava dal 1981 inizialmente con sua sorella Lindy.
Muore il 12 aprile 2008 in seguito ad una grave malattia dopo una vita dedicata al marchio di Mandello.

## Risultati nel motomondiale

### Classe 350
| 1953 | Classe | Moto       |   |   |   |   |   |   |   |   |   | Punti | Pos. |
| ---- | ------ | ---------- | - | - | - | - | - | - | - | - | - | ----- | ---- |
| 1953 | 350    | Moto Guzzi | - | - | - | - | - | - | - | 3 | - | 4     | 10º  |

| 1954 | Classe | Moto       |   |   |   |   |   |   |   |   |   | Punti | Pos. |
| ---- | ------ | ---------- | - | - | - | - | - | - | - | - | - | ----- | ---- |
| 1954 | 350    | Moto Guzzi | - | - | - | - | - | - | - | 4 | 2 | 9     | 7º   |

| 1955 | Classe | Moto       |    |   |   |   |     |     |     |     |  | Punti | Pos. |
| ---- | ------ | ---------- | -- | - | - | - | --- | --- | --- | --- |  | ----- | ---- |
| 1955 | 350    | Moto Guzzi | NE | 1 | 8 | - | Rit | Rit | Rit | Rit |  | 8     | 7º   |

| 1956 | Classe | Moto       |   |   |     |   |   |   |  |  |  | Punti | Pos. |
| ---- | ------ | ---------- | - | - | --- | - | - | - |  |  |  | ----- | ---- |
| 1956 | 350    | Moto Guzzi | 9 | 7 | Rit | - | - | 8 |  |  |  | 0     |      |

| Legenda | 1º posto        | 2º posto            | 3º posto            | A punti      | Senza punti        | Grassetto – Pole position Corsivo – Giro più veloce |
| Legenda | Gara non valida | Non qual./Non part. | Ritirato/Non class. | Squalificato | '-' Dato non disp. | Grassetto – Pole position Corsivo – Giro più veloce |

### Classe 500
| 1954 | Classe | Moto       |  |  |    |  |  |  |  |  |     | Punti | Pos. |
| ---- | ------ | ---------- |  |  | -- |  |  |  |  |  | --- | ----- | ---- |
| 1954 | 500    | Moto Guzzi |  |  | AN |  |  |  |  |  | Rit | 0     |      |

| 1955 | Classe | Moto       |     |  |  |  |   |  |  |  |  | Punti | Pos. |
| ---- | ------ | ---------- | --- |  |  |  | - |  |  |  |  | ----- | ---- |
| 1955 | 500    | Moto Guzzi | Rit |  |  |  | 4 |  |  |  |  | 3     | 16º  |

| Legenda | 1º posto        | 2º posto            | 3º posto            | A punti      | Senza punti        | Grassetto – Pole position Corsivo – Giro più veloce |
| Legenda | Gara non valida | Non qual./Non part. | Ritirato/Non class. | Squalificato | '-' Dato non disp. | Grassetto – Pole position Corsivo – Giro più veloce |